# カルロス・ロサ
カルロス・ロサ・マイ（Carlos Rosa Mayi , 1984年9月21日 - ）は、ドミニカ共和国出身のプロ野球選手（投手）。
日本プロ野球においては、「カルロス・ロサ」とファーストネームとファミリーネーム両方が記載される。一部の球場のスコアボードや新聞、TV等では「ロサ」と表記。稀に「カルロス・ローザ」と表記されることもある。

## 経歴

### ロッテ入団前
2001年にドラフト外でカンザスシティ・ロイヤルズに入団。
2008年6月14日のアリゾナ・ダイヤモンドバックス戦でメジャーデビューを果たす。
2009年9月10日のデトロイト・タイガース戦では最速97mph（約156km/h）を記録する投球でメジャー初セーブを記録した。
2010年5月1日レイ・ナバーロとのトレードでアリゾナ・ダイヤモンドバックスに移籍。

### ロッテ時代
2011年4月1日、千葉ロッテマリーンズへの入団が発表された。

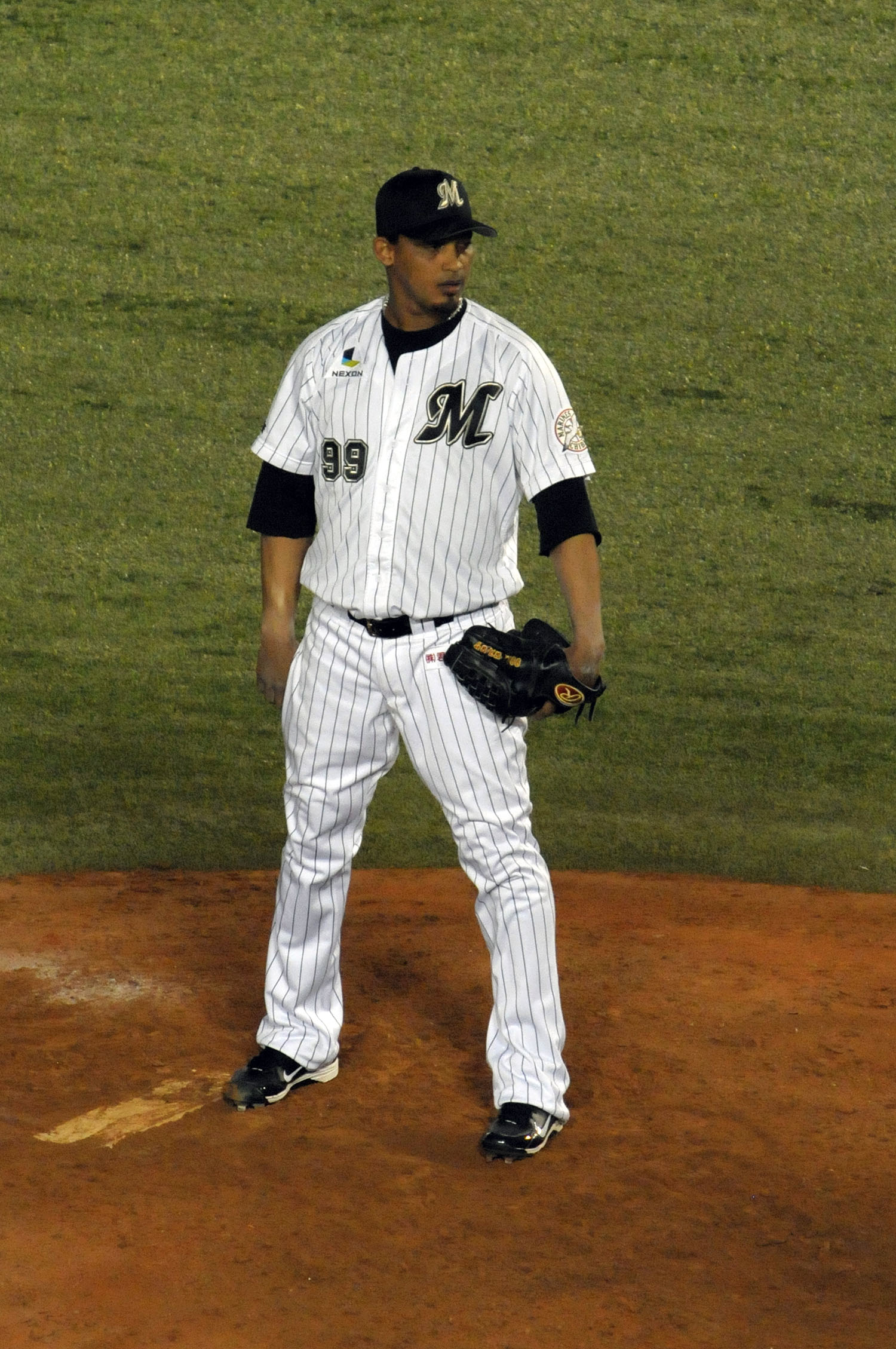
2011年8月6日、QVCマリンフィールドにて

2010年に抑えとして活躍した小林宏之がFA制度で阪神タイガースへと移籍、後釜に獲得したボブ・マクローリーが肩痛で帰国した状況で、シーズンを通してセットアッパーとして躍動し、62試合に登板し3勝4敗1セーブ、防御率2.08と、安定した成績を残した。
2012年は開幕から不安定な投球で出番が激減し、二軍落ちも経験。シーズンを通して不調で16試合の登板に終わった。
2013年は再びセットアッパーとして活躍、52試合に登板し自己最多となる27ホールドを記録した。しかし、楽天とのクライマックスシリーズでは、第4戦にケーシー・マギーに勝ち越しのソロホームランを浴び、敗戦投手となり、チームはCS敗退となってしまった。
2014年は5月終了時点で防御率0点台と開幕から好調を維持し、8回を任されることも多かった。交流戦終盤からやや調子を落とし、8月には右脇腹痛で一時戦列を離れた。大谷智久がセットアッパーとして台頭したこともあり、ホールド数は15に留まった。
2015年は開幕1ヶ月で防御率0点台とこの年も開幕から好調を維持してきたが、交流戦で崩れるパターンが目立ち、6月7日のヤクルト戦で1回5失点と乱調の末、翌日に登録抹消。1ヶ月後に復帰したが8月に再び乱調が目立って20日に再度抹消。結局10月21日に来季の契約を更新しない事が球団から発表された。

### ロッテ退団後
2016年はメキシカンリーグのオアハカ・ウォーリアーズに所属も4試合登板で防御率6.23に終わり、同年限りで退団となった。

## プレースタイル
最速97mph（約156km/h）のストレートを武器とし、スライダーとチェンジアップ,フォーク）も投げ分ける。

## 人物
チームメイトの同じスペイン語圏であるキューバ出身のアルフレド・デスパイネ、メキシコ出身のルイス・クルーズと仲が良く、千葉県の焼き肉店に行くことがあった。

## 詳細情報

### 年度別投手成績
| 年 度    | 球 団    | 登 板 | 先 発 | 完 投 | 完 封 | 無 四 球 | 勝 利 | 敗 戦 | セ 丨 ブ | ホ 丨 ル ド | 勝 率 | 打 者 | 投 球 回 | 被 安 打 | 被 本 塁 打 | 与 四 球 | 敬 遠 | 与 死 球 | 奪 三 振 | 暴 投 | ボ 丨 ク | 失 点 | 自 責 点 | 防 御 率 | W H I P |
| -------- | -------- | ----- | ----- | ----- | ----- | -------- | ----- | ----- | -------- | ----------- | ----- | ----- | -------- | -------- | ----------- | -------- | ----- | -------- | -------- | ----- | -------- | ----- | -------- | -------- | ------- |
| 2008     | KC       | 2     | 0     | 0     | 0     | 0        | 0     | 0     | 0        | 0           | ----  | 12    | 3.1      | 3        | 0           | 0        | 0     | 0        | 3        | 0     | 0        | 1     | 1        | 2.70     | 0.90    |
| 2009     | KC       | 7     | 0     | 0     | 0     | 0        | 0     | 0     | 1        | 0           | ----  | 43    | 10.2     | 10       | 1           | 3        | 0     | 0        | 4        | 0     | 0        | 4     | 4        | 3.38     | 1.22    |
| 2010     | ARI      | 22    | 0     | 0     | 0     | 0        | 0     | 2     | 0        | 1           | .000  | 89    | 20.0     | 20       | 1           | 12       | 2     | 0        | 9        | 0     | 0        | 10    | 10       | 4.50     | 1.60    |
| 2011     | ロッテ   | 62    | 0     | 0     | 0     | 0        | 3     | 4     | 1        | 25          | .429  | 297   | 73.2     | 62       | 2           | 19       | 0     | 3        | 48       | 1     | 2        | 17    | 17       | 2.08     | 1.10    |
| 2012     | ロッテ   | 16    | 0     | 0     | 0     | 0        | 0     | 1     | 0        | 1           | ----  | 77    | 15.0     | 24       | 2           | 6        | 0     | 1        | 13       | 1     | 0        | 13    | 10       | 6.00     | 2.00    |
| 2013     | ロッテ   | 52    | 0     | 0     | 0     | 0        | 0     | 1     | 0        | 27          | ----  | 199   | 47.2     | 46       | 3           | 11       | 1     | 2        | 48       | 0     | 0        | 11    | 11       | 2.08     | 1.20    |
| 2014     | ロッテ   | 45    | 0     | 0     | 0     | 0        | 1     | 4     | 0        | 15          | .200  | 177   | 41.2     | 35       | 5           | 17       | 2     | 1        | 27       | 0     | 2        | 17    | 14       | 3.02     | 1.25    |
| 2015     | ロッテ   | 29    | 0     | 0     | 0     | 0        | 1     | 3     | 0        | 11          | .250  | 126   | 29.0     | 33       | 4           | 11       | 0     | 0        | 21       | 0     | 0        | 16    | 16       | 4.97     | 1.52    |
| MLB：3年 | MLB：3年 | 31    | 0     | 0     | 0     | 0        | 0     | 2     | 1        | 1           | ----  | 144   | 34.0     | 33       | 2           | 15       | 2     | 0        | 16       | 0     | 0        | 15    | 15       | 3.97     | 1.41    |
| NPB：5年 | NPB：5年 | 204   | 0     | 0     | 0     | 0        | 5     | 13    | 1        | 79          | .278  | 876   | 207.0    | 200      | 16          | 64       | 3     | 7        | 157      | 2     | 4        | 74    | 68       | 2.96     | 1.28    |

- 2016年度シーズン終了時

### 記録
NPB
- 初登板：2011年4月12日、対東北楽天ゴールデンイーグルス1回戦（QVCマリンフィールド）、9回表に4番手で救援登板・完了、1回無失点
- 初奪三振：同上、9回表に草野大輔から空振り三振
- 初ホールド：2011年4月16日、対北海道日本ハムファイターズ2回戦（札幌ドーム）、8回裏に4番手で救援登板、1回無失点
- 初勝利：2011年7月5日、対北海道日本ハムファイターズ7回戦（QVCマリンフィールド）、7回表に4番手で救援登板、2回無失点
- 初セーブ：2011年10月15日、対福岡ソフトバンクホークス23回戦（福岡Yahoo! JAPANドーム）、10回裏に2番手で救援登板・完了、1回1失点

### 背番号
- 53 （2008年 - 2009年）
- 49 （2010年）
- 99 （2011年 - 2015年）